# Aisha Dee
Pour les articles homonymes, voir Dee.
Aisha Dee, née le 13 septembre 1993 à Gold Coast, est une actrice, chanteuse et danseuse australienne.
Elle a d'abord été connue pour le rôle de Desi Biggins dans Grand Galop (The Saddle Club). Elle a ensuite interprété Mackenzie Miller dans la sitcom de la Fox, I Hate My Teenage Daughter, puis l'un des personnages principaux de la série De celles qui osent.

## Biographie
Aisha Dee est née le 13 septembre 1993 dans la ville de Gold Coast, dans l'État du Queensland en Australie. En 2016, elle décroche l'un des rôles principaux dans la nouvelle série télévisée de la chaîne américaine Freeform, De celles qui osent (The Bold Type). La série, dans laquelle elle incarne Kat Edison, la directrice des réseaux sociaux du magazine Scarlet, commence à être diffusée en 2017.

## Discographie
Aisha Dee a enregistré quelques titres pour la série télévisée Grand Galop (The Saddle Club).
En 2015, elle sort un EP avec son groupe Dee Dee & the Beagles en janvier 2020, elle sort son 1er EP solo,.

### Discographie
- 2009 : Best Friends
- 2009 : Grand Galop, meilleures amies (sorti uniquement en France)
- 2015 : Dee Dee & the Beagles
- 2020 : Ice in My Rosé

### Singles
- 2009 : These Girls

## Filmographie

### Cinéma
- 2015 : TheCavKid de Chelsea Bo et Sean Drummond : Maura
- 2020 : The Nowhere Inn de Bill Benz : Kayla
- 2022 : Sissy (en) de Hannah Barlow et Kane Senes : Cecilia / Sissy
- 2022 : Collide de Mukunda Michael Dewil : Lily
- 2022 : Une vie ou l'autre (Look Both Ways) de Wanuri Kahiu : Cara

### Télévision

#### Séries télévisées
- 2008-2009 : Grand Galop : Desiree Biggins (23 épisodes)
- 2010 : Dead Gorgeous (en) : Christine (13 épisodes)
- 2011-2012 : I Hate My Teenage Daughter : Mackenzie (13 épisodes)
- 2011 : Terra Nova : Tasha (rôle récurrent)
- 2014-2015 : Chasing Life : Beth (rôle principal)
- 2015 : Baby Daddy : Olivia (1 épisode)
- 2015 : Comedy Bang! Bang! (en) : Une adolescente (1 épisode)
- 2016 : Sweet/Vicious : Kennedy (rôle principal)
- 2017-2021 : De celles qui osent (The Bold Type) : Kat Edison (rôle principal, 52 épisodes)
- 2017 : Channel Zero : Jules Koja
- 2023 : Safe Home (en) : Phoebe Rook (4 épisodes)
- 2023 : Accused : Aaliyah Harris (4 épisodes)
- 2025 : Apple Cider Vinegar : Chanelle

#### Téléfilms
- 2009 : Skyrunners (en) de Ralph Hemecker (en) : Katie Wallace

## Distinctions
| Année | Cérémonie          | Catégorie                  | Travail Récompensé | Résultat   |
| ----- | ------------------ | -------------------------- | ------------------ | ---------- |
| 2017  | Teen Choice Awards | Meilleure actrice de l'été | The Bold Type      | Nomination |